# Jimmy Jimmy (album)
Albums de Nicole Martin
La première nuit d’amour Les cœurs n’ont pas de fenêtres
Jimmy Jimmy est le 3e album studio de Nicole Martin, habituellement désigné sous le titre Disque d’Or du fait que plusieurs des chansons du disque sont d’abord parues en format 45 tours avant de se réunir pour constituer le présent album. Ce dernier est sorti en 1973 chez Disques Campus.

## Liste des titres
| No  | Titre                            | Paroles                            | Musique                       | Durée |
| --- | -------------------------------- | ---------------------------------- | ----------------------------- | ----- |
| 1.  | Jimmy Jimmy                      | Gilles Brown                       | Jimmy Bond                    | 2 :30 |
| 2.  | Je t’oublierai                   | Pierre Létourneau et Norman Gimbel | Charles Fox                   | 3 :16 |
| 3.  | Le monde est beau                | Pierre Létourneau                  | Jimmy Bond                    | 2 :45 |
| 4.  | Je n’partirai plus               | Pierre Létourneau                  | Jimmy Bond                    | 3 :19 |
| 5.  | Tes yeux                         | Gilles Brown                       | Jimmy Bond                    | 3 :20 |
| 6.  | La première nuit d’amour         | Gilles Brown                       | Roland Kent LaVoie (dit Lobo) | 2 :46 |
| 7.  | Une photo de toi                 | Gilles Brown                       | D. Williams                   | 3 :00 |
| 8.  | Toi mon ami mon amour            | Gilles Brown                       | D. Williams                   | 2 :45 |
| 9.  | Nous sommes comme le rock’n roll | Nicole Vidal                       | Jimmy Bond                    | 2 :05 |
| 10. | Si c’est toi                     | Pierre Létourneau                  | Jimmy Bond                    | 2 :34 |

## Singles extraits de l'album
- Jimmy Jimmy
- Tes yeux
- Je t’oublierai
- Si c’est toi